# Шиманський Олександр Валентинович
Олекса́ндр Валенти́нович Шима́нський — підполковник Збройних сил України, учасник російсько-української війни, що відзначився під час російського вторгнення в Україну в 2022 році. Повний кавалер ордена «За мужність».

## Життєпис
Командир 1604 зенітного ракетного дивізіону 160 зенітної ракетної бригади повітряного командування «Південь» Повітряних Сил Збройних Сил України.
З 24 лютого 2022 року захищає повітряний простір України від атак ворога на східних рубежах. Під час виконання поставлених завдань дивізіон знищив повітряні цілі, серед яких 18 літаків, один гелікоптер, п'ять крилатих ракет, два БПЛА. Продемонстрував професіоналізм та командирські навички при веденні бойової роботи, зменшивши кількість втрат і руйнувань в українських містах.

## Нагороди
- Хрест бойових заслуг (23 серпня 2022) — за визначні особисті заслуги у захисті державного суверенітету та територіальної цілісності України, самовіддане служіння Українському народу, вірність військовій присязі[2][3]
- Орден Богдана Хмельницького III ст. (30 грудня 2022) — за особисту мужність і самовіддані дії, виявлені у захисті державного суверенітету та територіальної цілісності України, вірність військовій присязі[4]
- орден «За мужність» I ступеня (12.05.2022) — за особисту мужність і самовіддані дії, виявлені у захисті державного суверенітету та територіальної цілісності України, вірність військовій присязі
- орден «За мужність» II ступеня (05.04.2022) — за особисту мужність і самовіддані дії, виявлені у захисті державного суверенітету та територіальної цілісності України, вірність військовій присязі
- орден «За мужність» III ступеня (08.03.2022) — за особисту мужність і самовіддані дії, виявлені у захисті державного суверенітету та територіальної цілісності України, вірність військовій присязі